# Café de Flore
Pour le film, voir Café de Flore (film).
Pour les articles homonymes, voir Flore (homonymie).
Le Café de Flore est un célèbre café-restaurant parisien du quartier Saint-Germain-des-Prés, dans le 6e arrondissement. Situé à un angle du boulevard Saint-Germain, et de la rue Saint-Benoît, voisin du café Les Deux Magots, il est desservi par la station de métro Saint-Germain-des-Prés. Cette institution parisienne est un haut lieu historique du tout-Paris « rive gauche » littéraire, philosophique, culturel, artistique et du tourisme international.

## Histoire

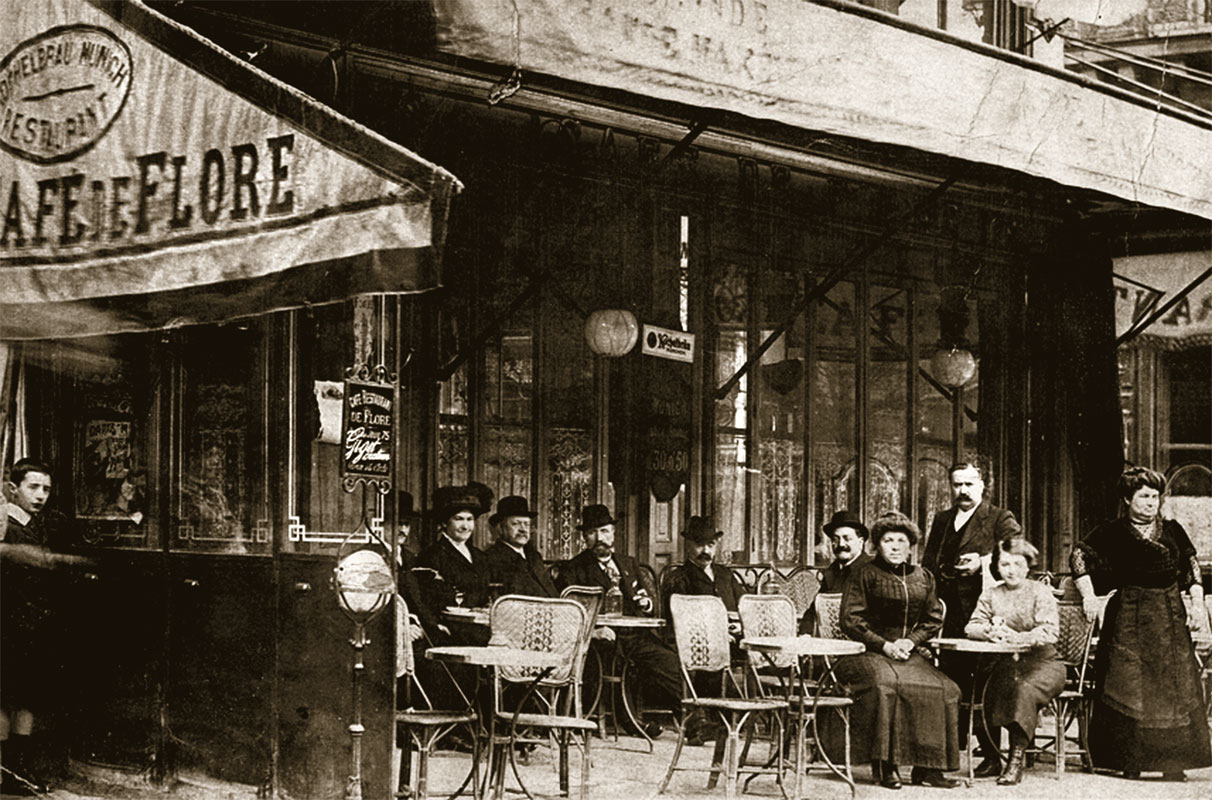
Le café vers 1900.
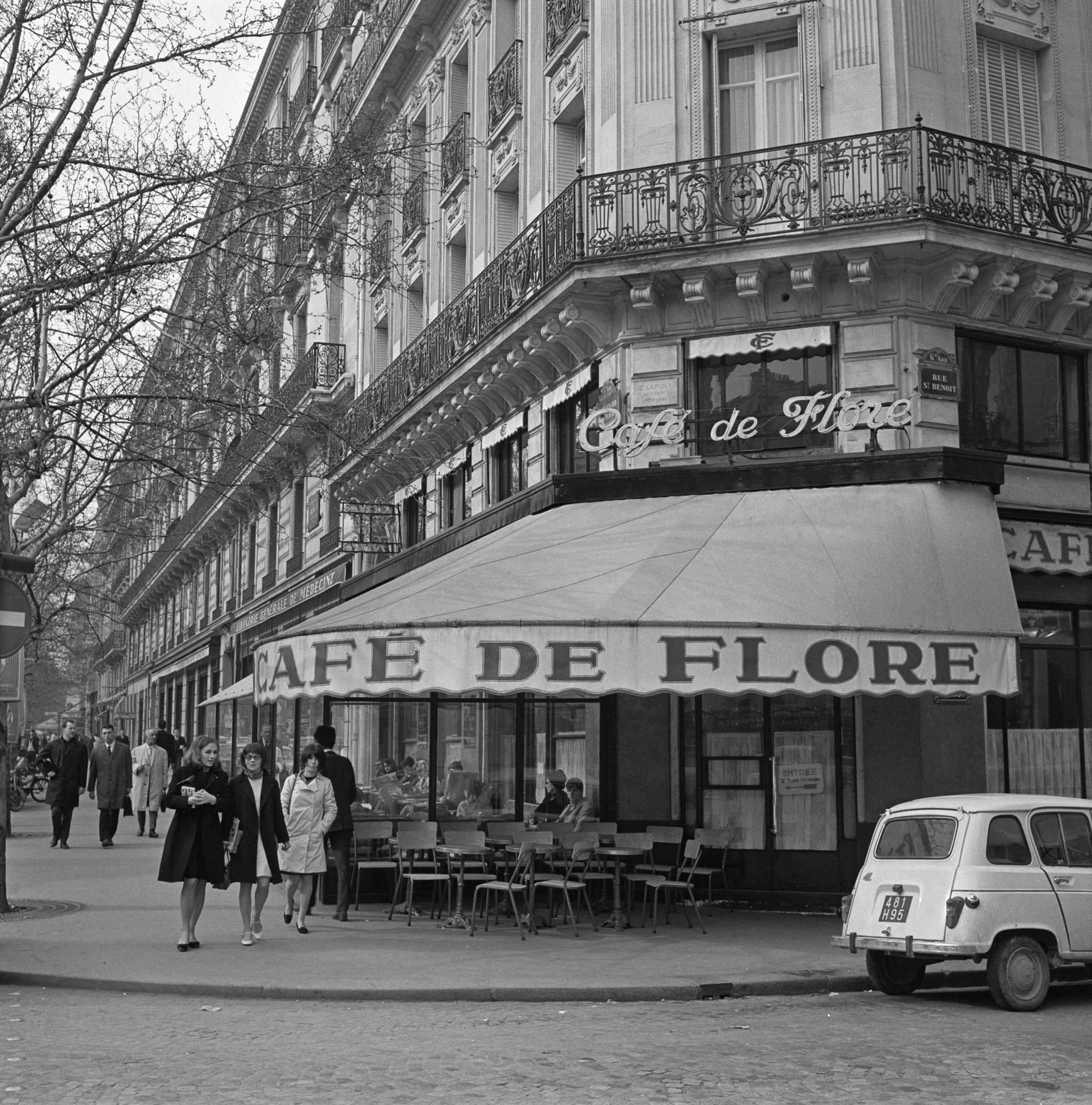
Le café en 1965.

Ce café fait son apparition en 1885, quelques années après les débuts de la Troisième République. Il doit son nom à une sculpture de Flore, déesse des fleurs et du printemps de la mythologie gréco-romaine, située de l'autre côté du boulevard. Les écrivains Joris-Karl Huysmans et Remy de Gourmont font partie de ses premiers habitués.

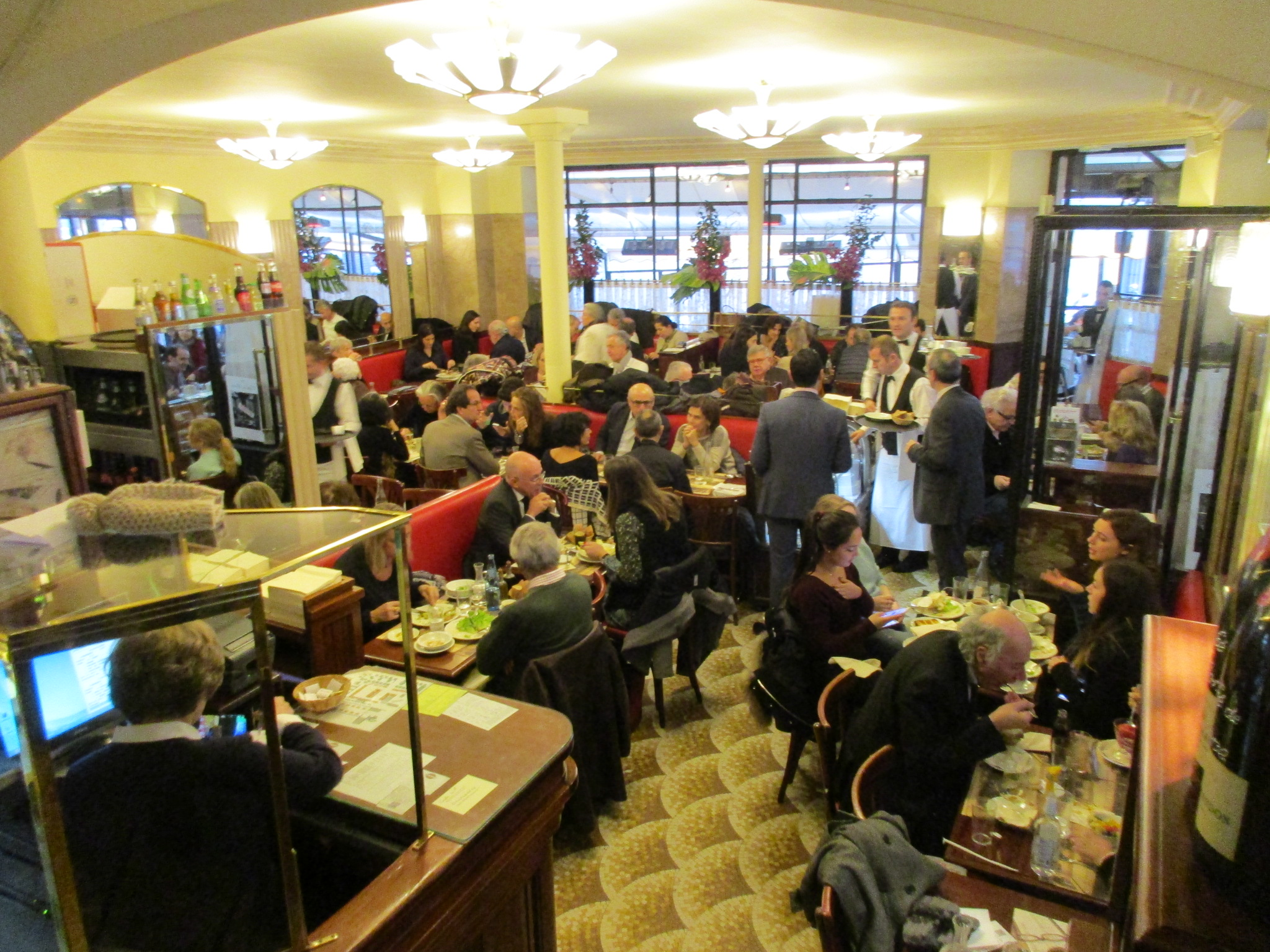
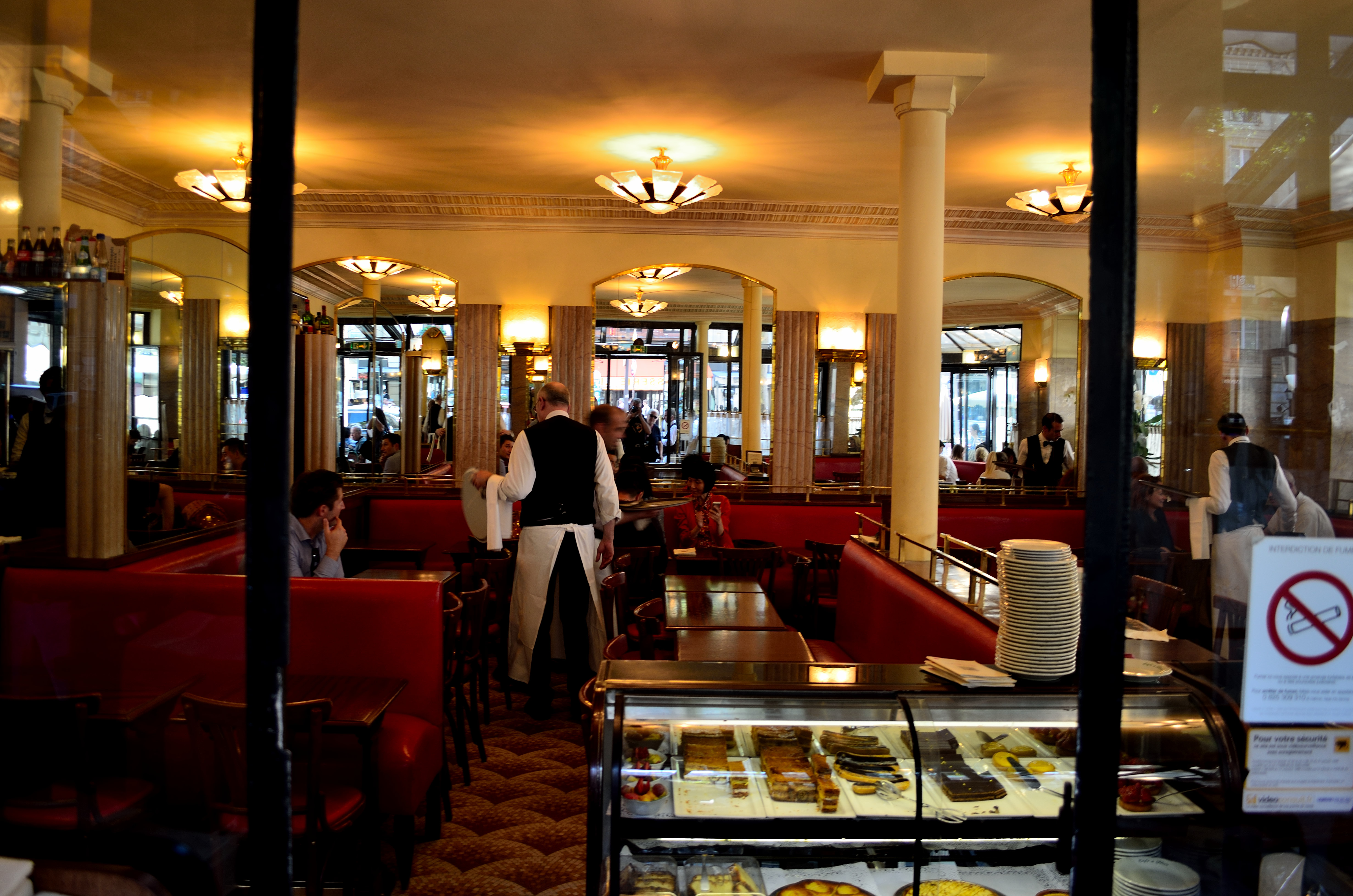
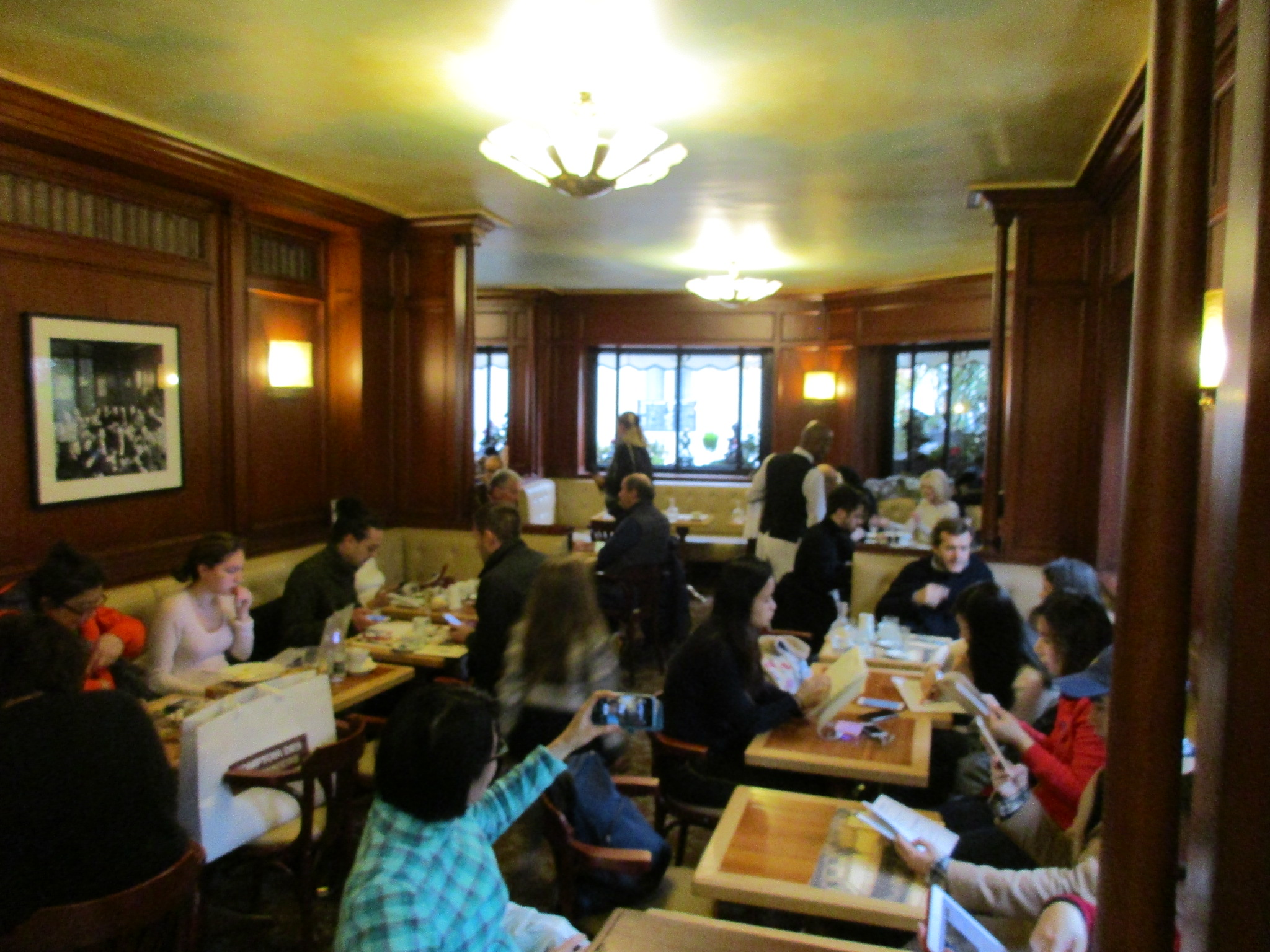

À la fin du XIXe siècle, Charles Maurras, installé au premier étage, y rédige son livre Au signe de Flore. C'est aussi à cet étage que la Revue d'Action française voit le jour en 1899 et que Maurras rencontre Jacques Bainville, en 1900, invité ce jour-là à une conférence de Lucien Moreau, ami de Maurras, au Café Procope, sur l'empirisme organisateur, par Maurice Barrès avant qu'Henri Vaugeois l'entraîne au Café de Flore.
Vers 1913, un voisin, Guillaume Apollinaire, investit les lieux. Il transforme le rez-de-chaussée en salle de rédaction avec son ami André Salmon. Plus tard, la revue Les Soirées de Paris y est créée. Apollinaire y a ses habitudes, à tel point qu'il y donne rendez-vous à heures fixes. En 1917, la terrasse du Flore le voit en grande discussion avec André Breton et Louis Aragon : le mot « surréaliste » est alors inventé, avec le mouvement  intellectuel, littéraire et artistique dadaïste.
Dans les années 1930, le Café de Flore est le lieu de prédilection de toute une famille d'auteurs du Paris littéraire. S'y rassemblent Georges Bataille, Robert Desnos, Léon-Paul Fargue, Raymond Queneau et Michel Leiris. Des peintres et sculpteurs, André Derain, les frères Diego et Alberto Giacometti, Ossip Zadkine ou encore Pablo Picasso et Dora Maar y viennent aussi. Il y règne alors une atmosphère particulière. Le monde du cinéma n'y est pas non plus indifférent. Les réalisateurs Jean Grémillon et Marcel Carné y croisent les acteurs Serge Reggiani, Roger Blin, Sylvia Bataille et la bande des frères Prévert (Fabien Loris, Claude Jaeger, Margot Capelier...). Le metteur en scène Jean-Louis Barrault débarque souvent avec sa troupe du Grenier des Vieux-Augustins, après leurs premières représentations.

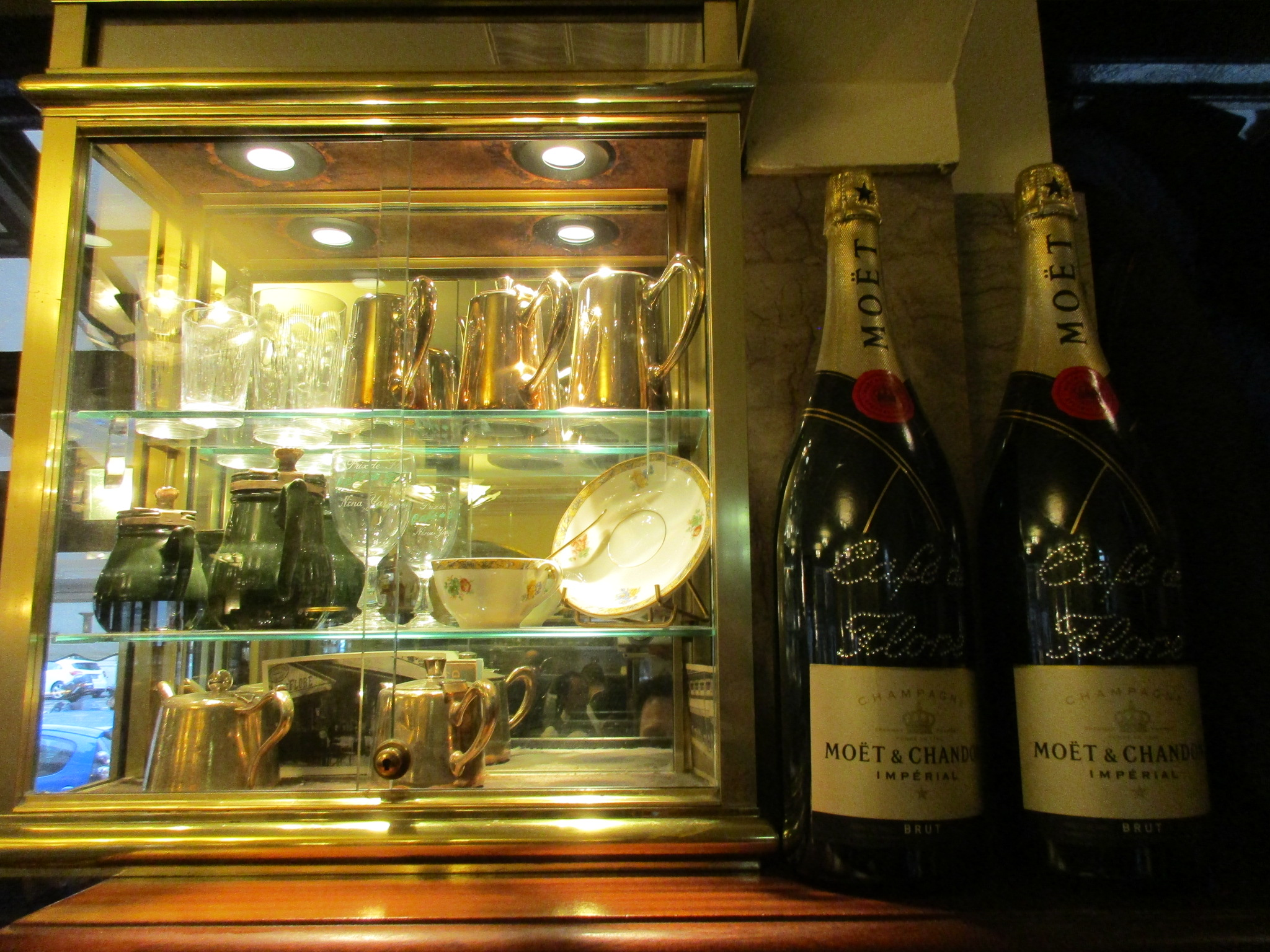
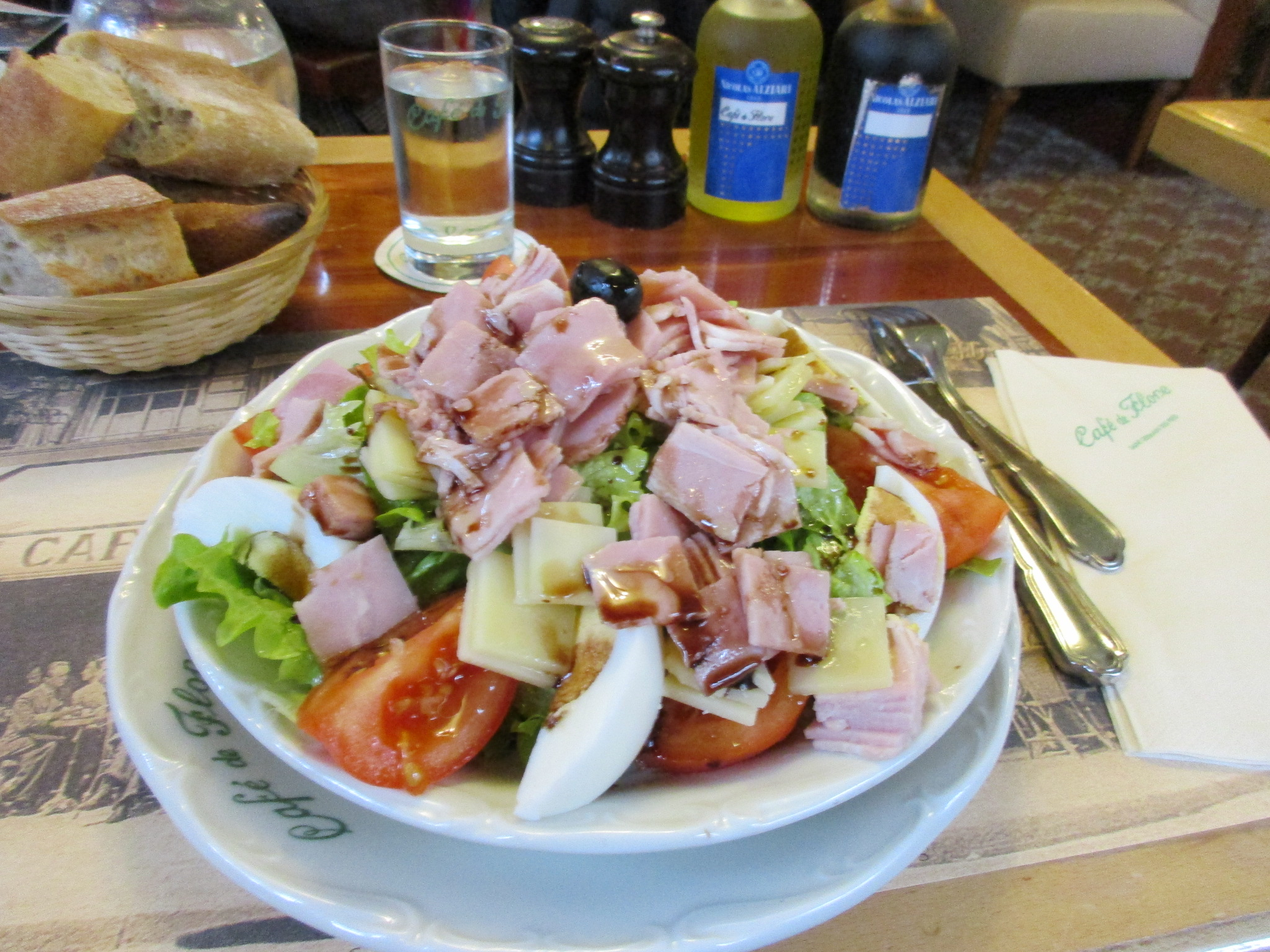
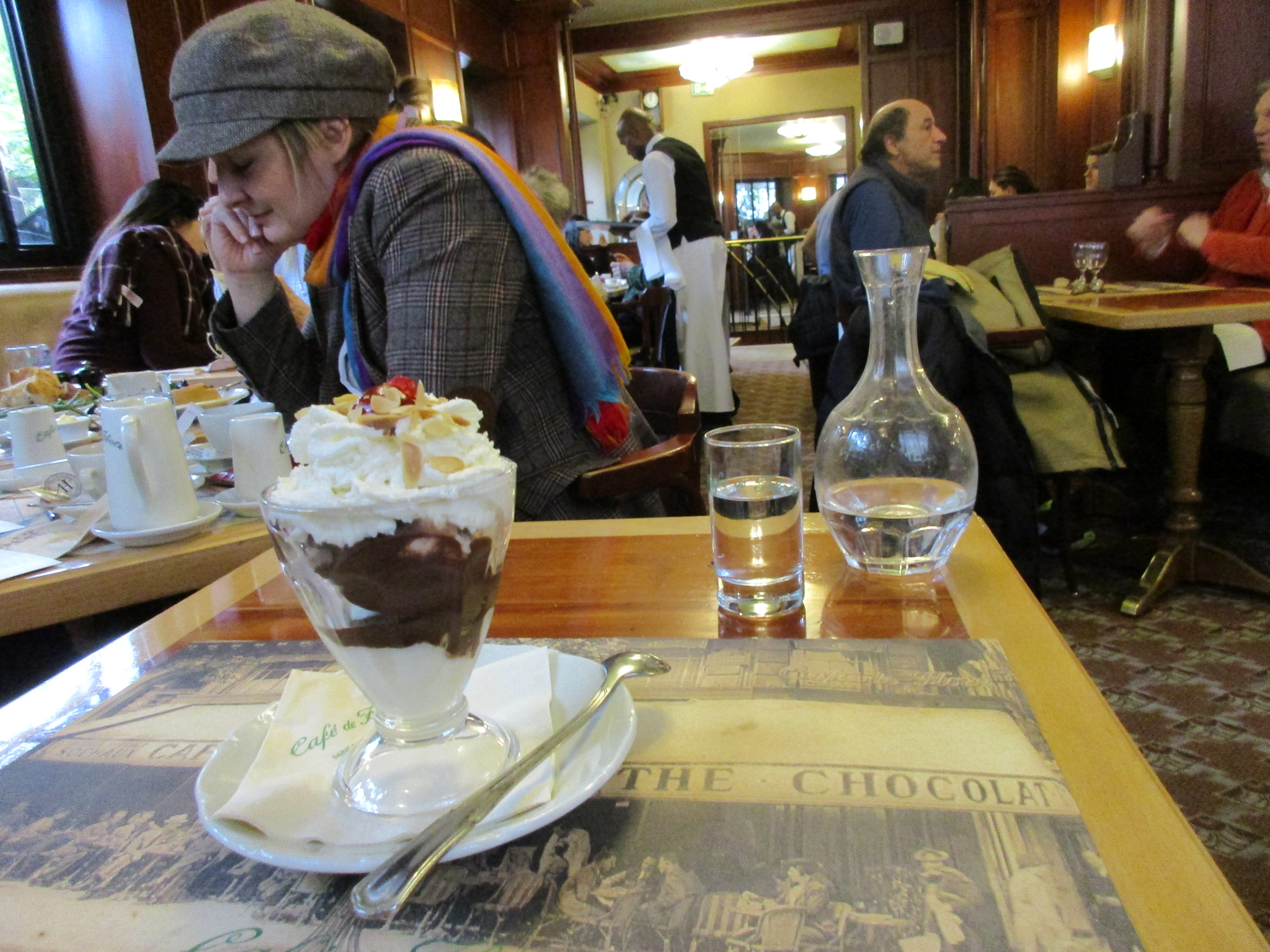
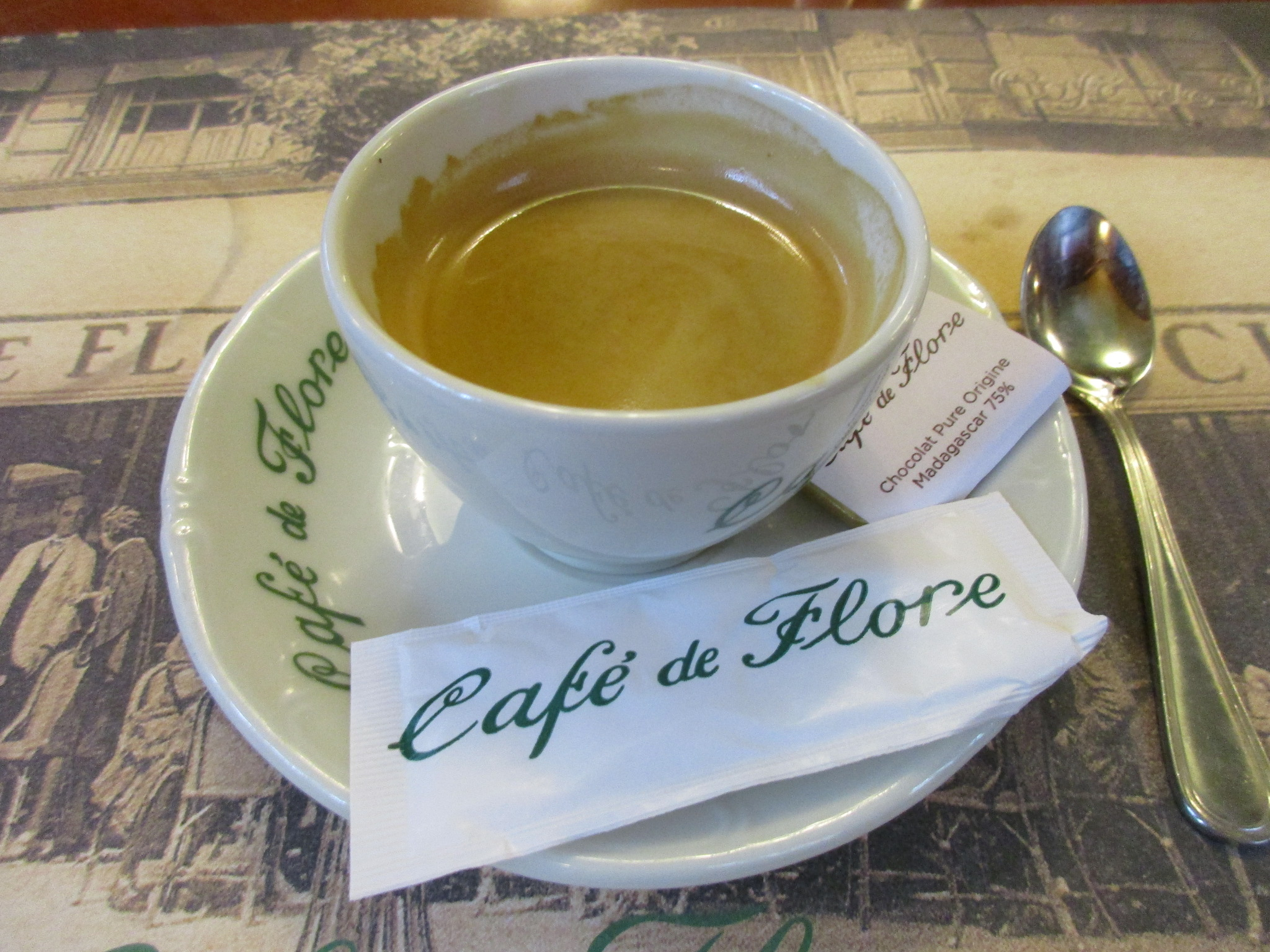
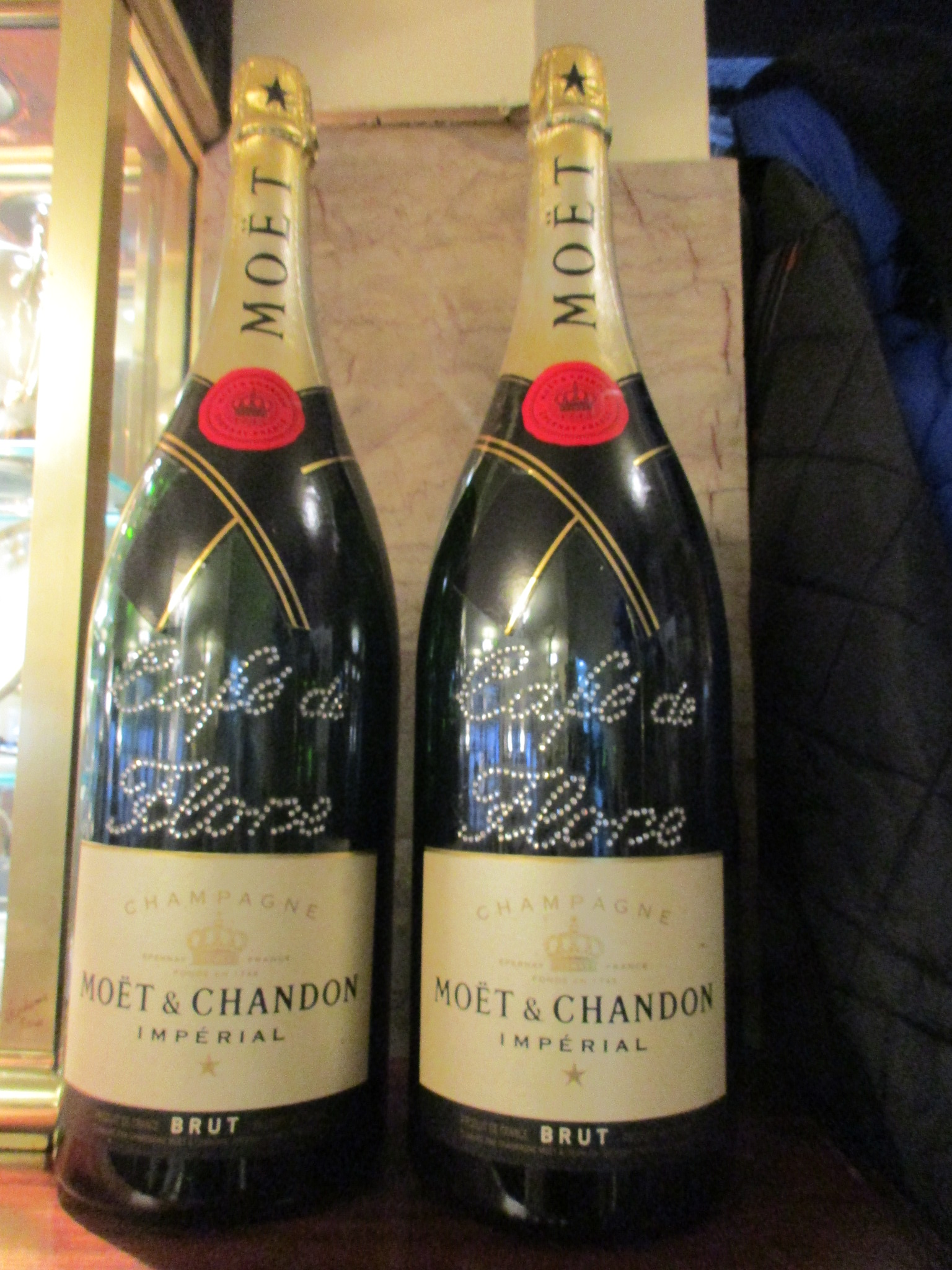
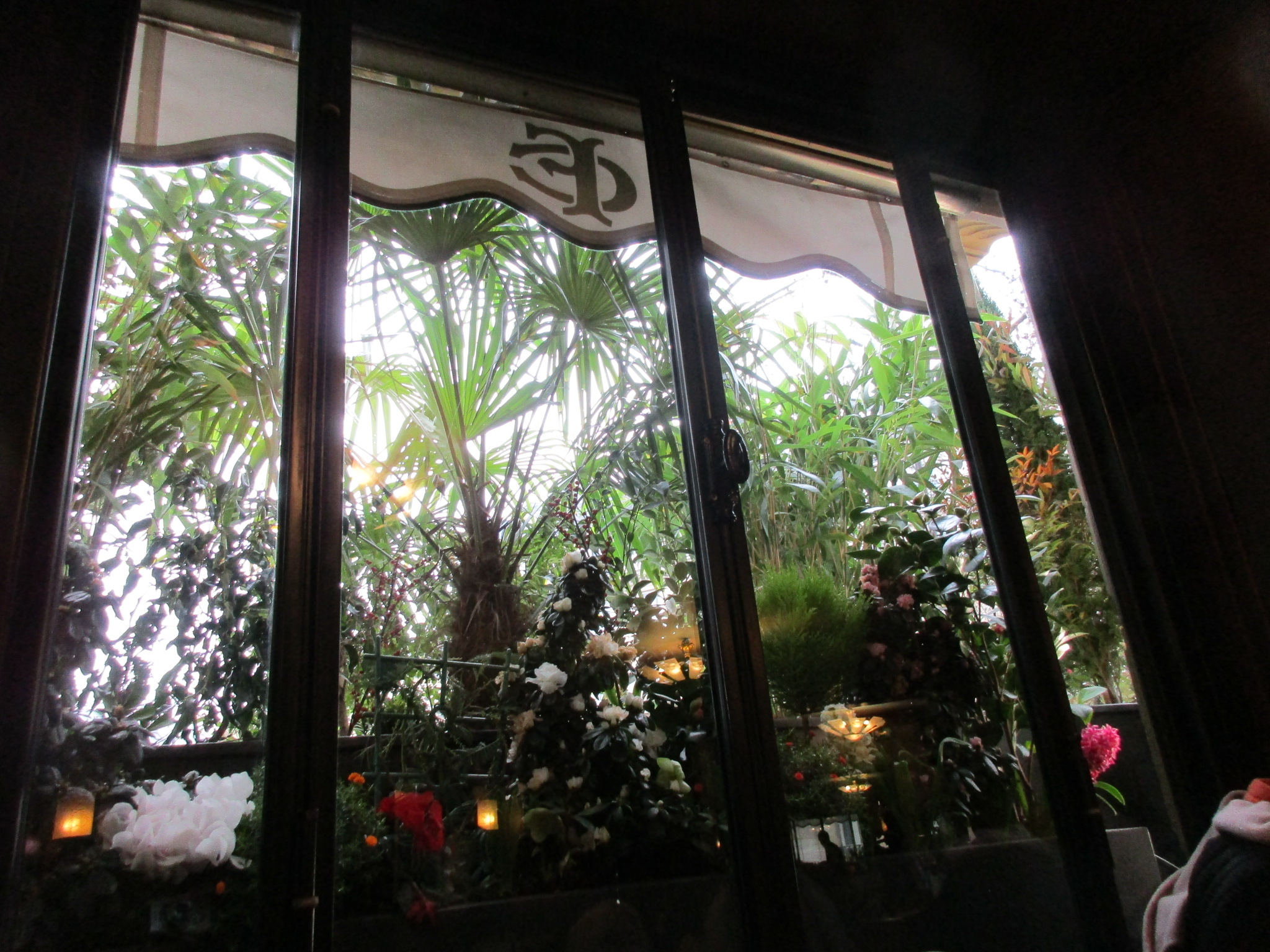

Le café de Flore est non seulement un lieu emblématique de Paris, mais aussi un centre culturel majeur du XXe siècle. De nombreux écrivains et intellectuels, tels que Jean-Paul Sartre et Simone de Beauvoir, y ont tenu des discussions philosophiques et littéraires, contribuant ainsi à l'histoire intellectuelle de la capitale.
En 1939, un bougnat, Paul Boubal, rachète le Flore. Il y attire une élite intellectuelle qui sonnera l’âge d’or du café. Le couple Jean-Paul Sartre et Simone de Beauvoir en font leur « siège social » :

« Nous nous y installâmes complètement : de neuf heures du matin à midi, nous y travaillions, nous allions déjeuner, à deux heures nous y revenions et nous causions alors avec des amis que nous rencontrions jusqu'à huit heures. Après dîner, nous recevions les gens à qui nous avions donné rendez-vous. Cela peut vous sembler bizarre, mais nous étions au Flore chez nous. »

— Jean-Paul Sartre
La jeune future actrice Simone Signoret fréquente déjà l'établissement en mars 1941, amenée par un ami, Claude Jaeger. Une ligue de penseurs roumains fréquente aussi le lieu, par exemple : Emil Cioran (n'abordant jamais Jean-Paul Sartre et le considérant comme entrepreneur d'idées), Eugène Ionesco et l'essayiste Benjamin Fondane, qui sont à cette époque-là les fréquentations principales d'Emil Cioran.
En 1984, Miroslav et Colette Siljegovic rachètent le Café de Flore et La Closerie des Lilas.
Les nappes en papier imprimées du Café de Flore sont une reproduction d'un dessin de l'illustrateur Jean-Jacques Sempé, habitué des lieux.

## Prix littéraire
Le Flore accueille chaque année au mois de novembre depuis 1994, le jury du prix de Flore, créé par Frédéric Beigbeder et Carole Chrétiennot, qui récompense un jeune auteur au talent jugé prometteur.

## Au cinéma
- 1963 : Le Feu follet de Louis Malle[4].
- 1972 : Liza de Marco Ferreri.
- 1973 : La Maman et la Putain de Jean Eustache[5].
- 2012 : L'amour dure trois ans, de Frédéric Beigbeder.

## Dans des paroles de chansons
- Le Café de Flore est mentionné dans les paroles de la chanson Le Temps des étudiants, interprétée par Les Compagnons de la chanson — présente sur leur album À Bobino, sorti en 1966 — et écrite par l'un d'entre eux, Jean Broussolle (qui reprend la musique, composée par l'Américain Arthur Kent, de The Bird of Bleeker Street, du répertoire du groupe musical folk-dixie : The Village Stompers (en)) : « […] Gréco, ses longs cheveux dans le dos / Faisait les beaux jours des Deux Magots / Et au Flore, quand elle était là / On retenait son fauteuil tout comme à l'Olympia […] ».
- Et mon père, écrite, composée et interprétée par Nicolas Peyrac (1975) : « Au Café de Flore, y avait déjà des folles »[6].
- Paris, Le Flore, écrite et interprétée par Étienne Daho, composée par Stuart Moxham (1986).
- Les Valses de Vienne, écrite par Jean-Marie Moreau, composée et interprétée par François Feldman (1989).
- La chanson Les Rues de Saint-Germain, du répertoire d'Yvan-Chrysostome Dolto, dit Carlos, datée de 1994 et présente sur l'album Carlos, sorti en 1997, évoque le Café de Flore : « […] Les rues de Saint-Germain sont remplies de copains, / Qui sont là comme au temps des jours heureux. / Du Flore aux Deux Magots, du drugstore au métro, / Ils regardent passer les amoureux. […]. »
- La chanson L'Entarté, écrite et interprétée par Renaud, sur une musique de Jean-Pierre Bucolo — sortie en 2002 et présente sur l'album Boucan d'enfer de la même année — fait référence au Café de Flore ; elle tourne en ridicule Bernard-Henri Lévy : « Au Flore, aux Deux Magots, planté devant une coupe millésimée, il refait le monde, persuadé d'avoir un rôle à y jouer, l'entarté. »
- Le morceau Café de Flore composé en 2001 par le musicien britannique Matthew Herbert (Doctor Rockit) est l'un des plus emblématiques du Nu jazz européen. À l'image d'autres morceaux de musique lounge ou jazz house, il restitue l’ambiance élégante, nonchalante, élitiste et un brin mélancolique des cafés du quartier de Saint-Germain-des Prés et des terrasses de Paris, illustrée par certains artistes de jazz français, de hip hop et du versant jazzy de la French touch, comme Ludovic Navarre (St Germain) ou DJ Cam. À l'image de nombreux cafés qui ont édité leurs propres compilations de musique lounge et Nu jazz, ce titre figure sur la compilation Café de Flore (Rendez-Vous À Saint-Germain-Des-Prés) éditée en 2002.
- Dans la chanson Non sous-titré de La Rumeur : « Quand l'blasphème sort d'la sale bouche d'une métaphore / Quand il empoigne et déflore / Les culs de poule en terrasse du café d'Flore. »